# (3180) Morgan
(3180) Morgan (1962 RO) – planetoida z pasa głównego asteroid okrążająca Słońce w ciągu 3,33 lat w średniej odległości 2,23 au. Odkryta 7 września 1962 roku.